# Góry Królowej Fabioli
Góry Królowej Fabioli (ang. Queen Fabiola Mountains, fr. Monts Reine Fabiola, nor. Dronning Fabiolafjella, jap. 大和山脈西, (trl) Yamato Sanmyaku) – antarktyczny łańcuch górski o długości ok. 50 km, złożony z siedmiu masywów, leżący na Ziemi Królowej Maud ok. 140 km na południowy zachód od Lützow-Holm Bay. 

## Nazwa
Łańcuch został nazwany za pozwoleniem króla Belgów Baudouina I imieniem jego żony królowej Fabioli.

## Położenie
Góry leżą na Ziemi Królowej Maud, ok. 140 km na południowy zachód od Lützow-Holm Bay.

## Opis
Łańcuch ma ok. 50 km długości i składa się z siedmiu mniejszych masywów ułożonych na linii północ-południe. Zbudowane są ze skał metamorficznych, skał sjenitowych i granitowych. Tworzą barierę zatrzymującą postęp śródlądowego lodowca.
Góry Królowej Fabioli zostały odkryte i sfotografowane z samolotu Belgijskiej Wyprawy Antarktycznej 8 października 1960 roku. W listopadzie i grudniu 1960 roku góry badała Japońska Antarktyczna Wyprawa Badawcza, która przeprowadziła badania geologiczne i geomorfologiczne. Wyprawa japońska określała góry mianem „Gór Yamato”.
W 1969 roku kolejna wyprawa znalazła w górach dziewięć meteorytów, co zapoczątkowało serię intensywnych poszukiwań meteorytów przez wyprawy japońskie i amerykańskie.